# Malé Lednice
Malé Lednice es un municipio del distrito de Považská Bystrica en la región de Trenčín, Eslovaquia, con una población estimada a final del año 2024 de 494 habitantes.
Se encuentra ubicado al norte de la región, cerca del río Váh (cuenca hidrográfica del Danubio) y de la frontera con República Checa y con la región de Žilina.

## Demografía
| Año        | 1994 | 2004    | 2014    | 2024    |
| ---------- | ---- | ------- | ------- | ------- |
| Población  | 530  | 528     | 507     | 494     |
| Diferencia |      | −0,37 % | −3,97 % | −2,56 % |

| Año        | 2023 | 2024    |
| ---------- | ---- | ------- |
| Población  | 489  | 494     |
| Diferencia |      | +1,02 % |